# Malmsjöns naturreservat
Malmsjöns naturreservat är ett naturreservat i Norrtälje kommun och Österåkers kommun i Stockholms län.
Området är naturskyddat sedan 1979 och är 11 hektar stort. Reservatet omfattar en bäck med våtmarker söder om Malmsjön. . Reservatet består av  barrblandskog och sumpskog.